# Рамос, Фабиола
Фабиола Изабель Рамос Портилло (исп. Fabiola Isabel Ramos Portillo; род. 15 сентября 1977, Маракайбо, Венесуэла) — игрок в настольный теннис из Венесуэла, участница Олимпийских игр 1996, 2000, 2004, 2008 и 2012 годов.
На Церемонии открытия летних Олимпийских игр 2012 была знаменосцем команды Венесуэлы.

## Карьера

### Олимпийские игры
На Олимпийских играх в Атланте она выступила в женском одиночном разряде. В подгруппе Е она уступила гонконгской спортсменке Чай По Ва, румынке Адриане Симионе, немке Мириям Хуман-Клоппенбург и не прошла дальше.
На Олимпийских играх в 2000 году она выступила в женском одиночном разряде. В своей подгруппе К она уступила тайваньской теннисистке Чен Тонг Фей Мин и украинке Елене Ковтун и не прошла дальше.
В командном разряде Венесуэла заняла последнее 33 место.
На Олимпийских играх в 2004 году она выступила в женском одиночном разряде. На предварительном этапе она уступила итальянке Лауре Негрисоли (9-11, 5-11, 6-11, 11-8, 3-11) и не прошла дальше.
На Олимпийских играх в Пекине она снова выступила в женском одиночном разряде. В первом круге она уступила северокорейской спортсменке Ким Джонг (7-11, 7-11, 7-11, 7-11) и не прошла дальше.
На Олимпийских играх в Лондоне Фабиола также выступила в женском одиночном разряде. На предварительном этапе она уступила венгерке Кристине Тот (9-11, 11-9, 11-9, 14-12, 5-11, 9-11, 10-12) и не прошла дальше.